# Kryton (Červený trpaslík)
Kryton (v anglickém originále Kryten) je první epizoda druhé série (a celkově sedmá) britského sci-fi sitcomu Červený trpaslík. Poprvé byla vysílána na kanálu BBC2 6. září 1988, v České televizi pak 12. března 1999.. V této epizodě se poprvé objevuje postava androida Krytona, jenž se od třetí série stává jednou z hlavních postav seriálu.

## Námět
Posádka Trpaslíka objeví havarovanou loď a na ní Androida Krytona. Vezme ho tedy na palubu a zatímco Rimmer se ho snaží přimět, aby mu sloužil, Lister se pokouší narušit jeho program a učinit ho nezávislým.

## Děj
David Lister leští svou vesmírnou motorku a Rimmer se učí esperanto. Dave se diví, že Rimmer není po osmi letech učení schopen si zapamatovat byť jedinou větu. Aniž by se snažil, sám už se esperanto naučil během Rimmerovy výuky. Vyruší je Holly, jenž jim oznámí, že právě provedl revoluci v hudbě, protože vymyslel dva nové tóny I a J. A také zachytil volání o pomoc z havarované lodi Nova 5.
Kryton, android z Novy 5, jim sdělí, že všichni důstojníci jsou mrtví a přežily jen tři důstojnice, které jsou zraněné avšak stabilizované. Kryton zašle na Červeného trpaslíka osobní údaje důstojnic včetně jejich fotografií. Lister, Rimmer i Kocour jsou velice vzrušeni představou, že se po třech milionech let v pustém vesmíru setkají se ženami - navíc velice pohlednými, a tak Rimmer prohlásí "Pověz jim, že jdeme na palubu. My ty nevinné květinky zachráníme, jako že se jmenuju kapitán A.J. Rimmer, vesmírný dobrodruh!". Když však dorazí na Novu 5, objeví jen tři kostry, o něž Kryton pečuje v domnění, že jsou stále živé. Přesvědčí Krytona, aby letěl s nimi, ten však není schopen žít bez toho, aby někomu sloužil. Rimmer jej v tom utvrdí a sepíše pro něj dlouhý seznam různých úkolů. Naopak Lister se Krytona snaží přesvědčit, že nemusí stále jen někomu sloužit a může také někdy udělat něco sám pro sebe.
Když Kryton maluje slavnostní portrét Arnolda Rimmera v admirálské uniformě, Lister už je jeho servilitou dokonale znechucen. Vše se změní, když Kryton Rimmera zesměšní tím, že ho na malbě vyobrazil sedícího na záchodě a vykonávajícího velkou potřebu. Po této vzpouře mu ještě vynadá do magorů, požádá Listera, aby mu půjčil svou kosmickou motorku, na níž pak odletí vstříc vesmíru.

## Zajímavosti
- Krytonovo jméno a osobnost byly inspirovány sluhou Kennetha Morea z filmu The Admirable Crichton.[5]
- Ač šlo o první Krytonovo objevení v seriálu, nemělo se stát pravidlem. Bylo to dokonce tak matoucí, že když BBC roku 1995 vysílala reprízu, hlasatel slíbil, že se Kryton příští týden vrátí, přestože to nebyla pravda. Rob Grant byl proti přidání robota do seriálu, neboť cítil, že je to neoriginální. Doug Naylor byl naopak pro, neboť viděl v Krytonovi postavu, jež usnadní vymýšlení příběhů, což nebylo jednoduché, neboť Rimmer ani Holly se nemohli ničeho dotýkat a Kocour nebyl ten typ, který by v tomto ohledu ostatním pomáhal. Rob Grant tak svolil a Kryton se ve třetí sérii opět objevuje, tentokrát jako jedna z hlavních postav.[5]
- Krytonova oblíbená telenovela Androidi je vysílána na 27. kanále, o němž už byla zmínka v epizodě Ozvěny budoucnosti, jako o jediném kanále, který zaměstnává holografické hlasatele. Zprávy tohoto kanálu můžeme vidět v epizodě Lepší než život a skutečně je předčítá holografická hlasatelka. Poslední zmínka o tomto kanálu se objevuje v Psirénách, kdy se jedna z nich změnila v rosničku z této stanice.[5]
- David Ross se stal prvním hercem, jenž oblékl nepohodlný Krytonův kostým. "Nejtěžší pro mě bylo nechávat si na sebe přidělávat tu gumovou hlavu. Už jsem tím jednou prošel, když jsem hrál kočku v jedné reklamě, a měl jsem z toho děsně klaustrofobický pocit. Ta se netočila dlouho, asi jen nějakých deset minut, ale připadne vám to mnohem déle, když máte celou dobu zatemněno. Chtěl jsem to už ze sebe servat! Na natáčení Červeného trpaslíka jsem přišel v sedm ráno a nandat mi mou masku trvalo, tuším, dohromady asi devět hodin. Je to děsně nepohodlné. Jako byste měli každý kousek vašeho těla přelepený izolepou. Namáhavé bylo už to, v tom takovou dobu při maskování sedět. Pak odbíjí šestá hodina, přichází publikum a teprve teď prakticky začíná vaše práce!" Navlečení Roberta Llewellyna do jeho kostýmu trvá něco málo přes dvě hodiny.[5]

## Kulturní reference
- Lister vezme Krytona na filmy Divoch, Bezstarostná jízda a Rebel bez příčiny, aby mu ukázal nějaké pozitivní vzory. Kryton pak mluví tónem Marlona Branda, když se bouří vůči Rimmerovi.